# Betty Nippi-Albright
Pour les articles homonymes, voir Albright.
Betty Nippi-Albright  est une femme politique provinciale canadienne de la Saskatchewan. Elle représente la circonscription de Saskatoon-Centre à titre de députée du Nouveau Parti démocratique depuis 2020, .
Nippi-Albright est de descendance saulteaux et cris, ainsi que originaire de la Première Nations de Kinistin. Elle fréquente le pensionnat autochtone,. Avec Buckley Belanger et Doyle Vermette, Nippi-Albright est l'une des trois personnes autochtones à siéger à l'Assemblée législative de la Saskatchewan.